# Scedopla
Scedopla là một chi bướm đêm thuộc họ Erebidae.